# Claudia Bundschuh
Claudia Bundschuh ist eine Pädagogin und Hochschullehrerin. Seit 2012 ist sie Professorin für Pädagogik des Kindes- und Jugendalters der Hochschule Niederrhein. Ihre Themenschwerpunkte sind unter anderem psychische, physische und sexualisierte Gewalt gegen Kinder und Jugendliche in Institutionen sowie deren Prävention.

## Werdegang
Claudia Bundschuh absolvierte ein Studium der Erziehungswissenschaft an der Pädagogischen Hochschule Freiburg und an der Universität zu Köln. An der Universität Bielefeld promovierte sie 1998 mit einer Arbeit über Entstehungsbedingungen und Erscheinungsformen von Pädosexualität. Die Dissertation, die aus einer Studie für das Bundesministerium für Familie, Senioren, Frauen und Jugend hervorging, wurde 2001 in überarbeiteter Form als Buch veröffentlicht.
Nach mehrjähriger Praxis in Institutionen der Kinder- und Jugendhilfe war sie ab 2001 unter anderem beim Deutschen Kinderschutzbund Landesverband NRW e. V. tätig, sowohl in der Qualifizierung von Fachkräften und in der Fachberatung im Kinderschutz als auch in der  Praxisforschung im Auftrag des Landes NRW zu den Themen Kinderrechte und Kindergesundheit. Zu ihren Schwerpunktthemen gehörte aufgrund ihrer Forschungs- und Praxiserfahrungen zu Pornografie mit Kindern, Pädosexualität und Strategien von Tätern sexualisierte Gewalt in Institutionen.
Zum Sommersemester 2012 wurde sie als Professorin für Pädagogik des Kindes- und Jugendalters an den Fachbereich Sozialwesen der Hochschule Niederrhein in Mönchengladbach berufen.
Claudia Bundschuh wurde mehrfach zur Aufarbeitung sexuellen Missbrauchs an katholischen Institutionen herangezogen. So erforschte sie etwa im Auftrag des Erzbistums Köln 2015 bis 2017 den jahrzehntelangen Missbrauch am Collegium Josephinum in Bad Münstereifel und ist wissenschaftliche Projektleiterin bei der Aufarbeitung von sexualisierter, physischer und psychischer Gewalt am Bischöflichen Internat Albertinum in Gerolstein.

## Publikationen
- Pädosexualität. Entstehungsbedingungen und Erscheinungsformen. (überarbeitete Dissertation, Bielefeld 1998). Leske und Budrich, Opladen 2001, ISBN 978-3-8100-2930-0.
- Deutsches Jugendinstitut, Abteilung Familie und Familienpolitik (Hrsg.): Sexualisierte Gewalt gegen Kinder in Institutionen. Nationaler und internationaler Forschungsstand. Expertise im Rahmen des Projekts „Sexuelle Gewalt gegen Mädchen und Jungen in Institutionen“. München 2010, ISBN 978-3-86379-006-6 (dji.de [PDF]).
- Katholische Landesarbeitsgemeinschaft Kinder- und Jugendschutz Nordrhein-Westfalen, Bund der Deutschen Katholischen Jugend Nordrhein-Westfalen (Hrsg.): Kinder schützen: eine Information für ehrenamtliche Gruppenleiter, -innen und Mitarbeiter, -innen in der kirchlichen Kinder- und Jugend(verbands)arbeit. 4., überarb.  Auflage. BDKJ, Düsseldorf, Münster 2012.
- mit Friedhelm Güthoff, Martina Huxoll, Antje Möllmann, Erwin Jordan: Kindesvernachlässigung: erkennen - beurteilen - handeln. 6., aktualisierte und erweiterte  Auflage. Deutscher Kinderschutzbund Landesverband Nordrhein-Westfalen e.V, Wuppertal 2012.
- Sexueller Missbrauch, physische und psychische Gewalt am Collegium Josephinum, Bad Münstereifel: eine wissenschaftliche Aufarbeitung mit und für Betroffene: Endbericht. Verlag Katholisches Bibelwerk, Stuttgart 2017, ISBN 978-3-460-32155-7.